# Don't Go (Judas Priest)
Don't Go è un singolo dei Judas Priest, pubblicato nel 1981 come primo estratto dall'album Point of Entry.

## Il brano
Pubblicato pochi giorni dopo l'uscita dell'album, riscosse un buon successo, raggiungendo la ventesima posizione nella classifica britannica dei singoli.